# Campionatele Mondiale de Natație 2022 (25 m)
Cel de-al 16-lea Campionat Mondial FINA (25 m) a avut loc în perioada 13–18 decembrie 2022 la Melbourne, Australia, la Centrul sportiv și acvatic din Melbourne. Probele de natație din campionate s-au desfășurat într-un bazin de 25 de metri (bazin scurt).
Pentru prima dată la un Campionat Mondial FINA de natație (25 m) s-a disputa proba de 800 de metri liber pentru bărbați și 1500 de metri stil liber pentru femei, calificarea pentru competiție fiind determinată pe baza timpilor evaluați conform sistemului de puncte FINA.
Campionatele au fost programate inițial pentru 17 – 22 decembrie 2022 la Palatul Sporturilor Acvatice din Kazan, Rusia, și au fost mutate ca răspuns la invazia Rusiei din 2022 a Ucrainei. Sportivii și oficialii din Rusia și Belarus sunt interziși la Campionate.

## Calendar
| S | Serii | SF | Semifinale |  | Finale |

| Dată →                  | Mar 13 | Mar 13 | Mie 14 | Mie 14 | Joi 15 | Joi 15 | Vin 16 | Vin 16 | Sâm 17 | Sâm 17 | Dum 18 | Dum 18 |
| Probă ↓                 | D      | S      | D      | S      | D      | S      | D      | S      | D      | E      | D      | S      |
| ----------------------- | ------ | ------ | ------ | ------ | ------ | ------ | ------ | ------ | ------ | ------ | ------ | ------ |
| 50 m liber              |        |        |        |        |        |        | S      | SF     |        |        |        |        |
| 100 m liber             |        |        | S      | SF     |        |        |        |        |        |        |        |        |
| 200 m liber             |        |        |        |        |        |        |        |        |        |        | S      |        |
| 400 m liber             |        |        |        |        | S      |        |        |        |        |        |        |        |
| 800 m liber             |        |        |        |        |        |        |        |        | S      |        |        |        |
| 1500 m liber            | S      |        |        |        |        |        |        |        |        |        |        |        |
| 50 m spate              |        |        |        |        | S      | SF     |        |        |        |        |        |        |
| 100 m spate             | S      | SF     |        |        |        |        |        |        |        |        |        |        |
| 200 m spate             |        |        |        |        |        |        |        |        |        |        | S      |        |
| 50 m bras               |        |        |        |        |        |        |        |        | S      | SF     |        |        |
| 100 m bras              |        |        | S      | SF     |        |        |        |        |        |        |        |        |
| 200 m bras              |        |        |        |        |        |        | S      |        |        |        |        |        |
| 50 m fluture            | S      | SF     |        |        |        |        |        |        |        |        |        |        |
| 100 m fluture           |        |        |        |        |        |        |        |        | S      | SF     |        |        |
| 200 m fluture           |        |        |        |        | S      |        |        |        |        |        |        |        |
| 100 m individual medley |        |        |        |        | S      | SF     |        |        |        |        |        |        |
| 200 m individual mixt   | S      |        |        |        |        |        |        |        |        |        |        |        |
| 400 m individual mixt   |        |        |        |        |        |        |        |        | S      |        |        |        |
| 4×50 m liber            |        |        |        |        | S      |        |        |        |        |        |        |        |
| 4×100 m liber           | S      |        |        |        |        |        |        |        |        |        |        |        |
| 4×200 m liber           |        |        |        |        |        |        | S      |        |        |        |        |        |
| 4×50 m mixt             |        |        |        |        |        |        |        |        | S      |        |        |        |
| 4×100 m mixt            |        |        |        |        |        |        |        |        |        |        | S      |        |

| Dată →                | Mar 13 | Mar 13 | Mie 14 | Mie 14 | Joi 15 | Joi 15 | Vin 16 | Vin 16 | Sâm 17 | Sâm 17 | Dum 18 | Dum 18 |
| Probă ↓               | D      | S      | D      | S      | D      | S      | D      | S      | D      | E      | D      | S      |
| --------------------- | ------ | ------ | ------ | ------ | ------ | ------ | ------ | ------ | ------ | ------ | ------ | ------ |
| 50 m liber            |        |        |        |        |        |        | S      | SF     |        |        |        |        |
| 100 m liber           |        |        | S      | SF     |        |        |        |        |        |        |        |        |
| 200 m liber           |        |        |        |        |        |        |        |        |        |        | S      |        |
| 400 m liber           | S      |        |        |        |        |        |        |        |        |        |        |        |
| 800 m liber           |        |        | S      |        |        |        |        |        |        |        |        |        |
| 1500 m liber          |        |        |        |        |        |        | S      |        |        |        |        |        |
| 50 m spate            |        |        |        |        | S      | SF     |        |        |        |        |        |        |
| 100 m spate           | S      | SF     |        |        |        |        |        |        |        |        |        |        |
| 200 m spate           |        |        |        |        |        |        |        |        |        |        | S      |        |
| 50 m bras             |        |        |        |        |        |        |        |        | S      | SF     |        |        |
| 100 m bras            |        |        | S      | SF     |        |        |        |        |        |        |        |        |
| 200 m bras            |        |        |        |        |        |        | S      |        |        |        |        |        |
| 50 m fluture          | S      | SF     |        |        |        |        |        |        |        |        |        |        |
| 100 m fluture         |        |        |        |        |        |        |        |        | S      | SF     |        |        |
| 200 m fluture         |        |        |        |        | S      |        |        |        |        |        |        |        |
| 100 m individual mixt |        |        |        |        | S      | SF     |        |        |        |        |        |        |
| 200 m individual mixt | S      |        |        |        |        |        |        |        |        |        |        |        |
| 400 m individual mixt |        |        |        |        |        |        |        |        | S      |        |        |        |
| 4×50 m liber          |        |        |        |        | S      |        |        |        |        |        |        |        |
| 4×100 m liber         | S      |        |        |        |        |        |        |        |        |        |        |        |
| 4×200 m liber         |        |        | S      |        |        |        |        |        |        |        |        |        |
| 4×50 m mixt           |        |        |        |        |        |        |        |        | S      |        |        |        |
| 4×100 m mixt          |        |        |        |        |        |        |        |        |        |        | S      |        |

| Dată →       | Mar 13 | Mar 13 | Mie 14 | Mie 14 | Joi 15 | Joi 15 | Vin 16 | Vin 16 | Sâm 17 | Sâm 17 | Dum 18 | Dum 18 |
| Probă ↓      | D      | S      | D      | S      | D      | S      | D      | S      | D      | E      | D      | S      |
| ------------ | ------ | ------ | ------ | ------ | ------ | ------ | ------ | ------ | ------ | ------ | ------ | ------ |
| 4×50 m liber |        |        |        |        |        |        | S      |        |        |        |        |        |
| 4×50 m mixt  |        |        | S      |        |        |        |        |        |        |        |        |        |

## Tabel medalii
| Loc   | Țară             | Aur | Argint | Bronz | Total |
| ----- | ---------------- | --- | ------ | ----- | ----- |
| 1.    | Statele Unite    | 17  | 13     | 6     | 36    |
| 2.    | Australia        | 13  | 8      | 5     | 26    |
| 3.    | Italia           | 5   | 6      | 5     | 16    |
| 4.    | Canada           | 3   | 4      | 7     | 14    |
| 5.    | Africa de Sud    | 3   | 1      | 1     | 5     |
| 6.    | Japonia          | 2   | 2      | 2     | 6     |
| 7.    | Franța           | 1   | 3      | 1     | 5     |
| 8.    | Țările de Jos    | 1   | 1      | 6     | 8     |
| 9.    | Hong Kong, China | 1   | 1      | 0     | 2     |
| 10.   | Lituania         | 1   | 0      | 1     | 2     |
| 11.   | Brazilia         | 1   | 0      | 0     | 1     |
| 11.   | Insulele Cayman  | 1   | 0      | 0     | 1     |
| 11.   | Coreea de Sud    | 1   | 0      | 0     | 1     |
| 14.   | Noua Zeelandă    | 0   | 2      | 0     | 2     |
| 15.   | Regatul Unit     | 0   | 1      | 3     | 4     |
| 16.   | Elveția          | 0   | 1      | 1     | 2     |
| 16.   | Norvegia         | 0   | 1      | 1     | 2     |
| 16.   | Polonia          | 0   | 1      | 1     | 2     |
| 19.   | România          | 0   | 1      | 0     | 1     |
| 20.   | Suedia           | 0   | 0      | 3     | 3     |
| 21.   | China            | 0   | 0      | 2     | 2     |
| 21.   | Germania         | 0   | 0      | 2     | 2     |
| 23.   | Ungaria          | 0   | 0      | 1     | 1     |
| 23.   | Trinidad-Tobago  | 0   | 0      | 1     | 1     |
| Total | Total            | 50  | 46     | 49    | 145   |

## Rezultate

### Masculin
| Probă                 | Aur | Aur       | Argint | Argint         | Bronz | Bronz     |
| 50 m liber            | Jordan Crooks | 20.46     | Benjamin Proud | 20.49          | Dylan Carter | 20.72     |
| 100 m liber           | Kyle Chalmers | 45.16 ·   | Maxime Grousset | 45.41          | Alessandro Miressi | 45.57 ·   |
| 200 m liber           | Hwang Sun-woo | 1:39.72 · | David Popovici | 1:40.79 ·      | Tom Dean | 1:40.86   |
| 400 m liber           | Kieran Smith | 3:34.38 · | Thomas Neill | 3:35.05        | Danas Rapšys | 3:36.26   |
| 800 m liber           | Gregorio Paltrinieri | 7:29.99 · | Henrik Christiansen | 7:31.48        | Logan Fontaine | 7:33.12   |
| 1500 m liber          | Gregorio Paltrinieri | 14:16.88  | Damien Joly | 14:19.62 ·     | Henrik Christiansen | 14:24.08  |
|                       | |           | |                | |           |
| 50 m spate            | Ryan Murphy | 22.64     | Isaac Cooper | 22.73          | Kacper Stokowski | 22.74     |
| 100 m spate           | Ryan Murphy | 48.50 ·   | Lorenzo Mora | 49.04 ·        | Isaac Cooper | 49.52     |
| 200 m spate           | Ryan Murphy | 1:47.41   | Shaine Casas | 1:48.01        | Lorenzo Mora | 1:48.45 · |
|                       | |           | |                | |           |
| 50 m bras             | Nic Fink | 25.38 ·   | Nicolò Martinenghi | 25.42          | Simone Cerasuolo | 25.68     |
| 100 m bras            | Nic Fink | 55.88     | Nicolò Martinenghi | 56.07          | Adam Peaty | 56.25     |
| 200 m bras            | Daiya Seto | 2:00.35 · | Nic Fink | 2:01.60 ·      | Qin Haiyang | 2:02.22   |
|                       | |           | |                | |           |
| 50 m fluture          | Nicholas Santos | 21.78 ·   | Noè Ponti | 21.96 ·        | Szebasztián Szabó | 21.98     |
| 100 m fluture         | Chad le Clos | 48.59     | Ilya Kharun | 49.03          | Marius Kusch | 49.12     |
| 200 m fluture         | Chad le Clos | 1:48.27 · | Daiya Seto | 1:49.22        | Noè Ponti | 1:49.42 · |
|                       | |           | |                | |           |
| 100 m individual mixt | Thomas Ceccon | 50.97     | Javier Acevedo | 51.05 ·        | Finlay Knox | 51.10     |
| 200 m individual mixt | Matthew Sates | 1:50.15 · | Carson Foster | 1:50.96        | Finlay Knox | 1:51.04 · |
| 400 m individual mixt | Daiya Seto | 3:55.75   | Carson Foster | 3:57.63        | Matthew Sates | 3:59.21 · |
|                       | |           | |                | |           |
| 4×50 m liber          | Australia Isaac Cooper (21.25) Matthew Temple (20.75) Flynn Southam (21.10) Kyle Chalmers (20.34) Grayson Bell[a] | 1:23.44 · | Italia Alessandro Miressi (21.22) Leonardo Deplano (20.59) Thomas Ceccon (20.67) Manuel Frigo (21.00) Paolo Conte Bonin[a]                                        | 1:23.48        | Țările de Jos Kenzo Simons (21.24) Nyls Korstanje (20.84) Stan Pijnenburg (20.95) Thom de Boer (20.72)                                                                                 | 1:23.75   |
| 4×100 m liber         | Italia Alessandro Miressi (46.15) Paolo Conte Bonin (45.93) Leonardo Deplano (45.54) Thomas Ceccon (45.13) Manuel Frigo[a] | 3:02.75 · | Australia Flynn Southam (47.04) Matthew Temple (46.06) Thomas Neill (46.55) Kyle Chalmers (44.98) Shaun Champion[a]                                               | 3:04.63 ·      | Statele Unite ale Americii Drew Kibler (46.84) Shaine Casas (45.90) Carson Foster (46.58) Kieran Smith (45.77) David Curtiss[a] Trenton Julian[a]                                      | 3:05.09   |
| 4×200 m liber         | Statele Unite ale Americii Kieran Smith (1:41.04) Carson Foster (1:40.48) Trenton Julian (1:41.44) Drew Kibler (1:41.16) Jake Magahey[a] Jake Foster[a] | 6:44.12 · | Australia Thomas Neill (1:41.50) Kyle Chalmers (1:40.35) Flynn Southam (1:41.50) Mack Horton (1:43.19) Clyde Lewis[a] Stuart Swinburn[a] Brendon Smith[a]         | 6:46.54 ·      | Italia Matteo Ciampi (1:42.68) Thomas Ceccon (1:42.61) Alberto Razzetti (1:42.76) Paolo Conte Bonin (1:41.58) Manuel Frigo[a]                                                          | 6:49.63 · |
| 4×50 m mixt           | Italia Lorenzo Mora (22.65) Nicolò Martinenghi (24.95) Matteo Rivolta (21.60) Leonardo Deplano (20.52) Simone Cerasuolo[a] Thomas Ceccon[a] Alessandro Miressi[a]                                                                                                  | 1:29.72 · | Statele Unite ale Americii Ryan Murphy (22.61) Nic Fink (25.24) Shaine Casas (22.13) Michael Andrew (20.39) Hunter Armstrong[a] Trenton Julian[a] Kieran Smith[a] | 1:30.37 ·      | Australia Isaac Cooper (22.66) Grayson Bell (25.92) Matthew Temple (21.75) Kyle Chalmers (20.48) Shaun Champion[a] Flynn Zareb Southam[a]                                              | 1:30.81 · |
| 4×100 m mixt          | Australia Isaac Cooper (49.46) Joshua Yong (56.55) Matthew Temple (48.34) Kyle Chalmers (44.63) Shaun Champion[a] Statele Unite ale Americii Ryan Murphy (48.96) Nic Fink (54.88) Trenton Julian (49.19) Kieran Smith (45.95) Hunter Armstrong[a] Carson Foster[a] | 3:18.98 · | Nu s-a acordat | Nu s-a acordat | Italia Lorenzo Mora (49.48) Nicolò Martinenghi (55.52) Matteo Rivolta (48.50) Alessandro Miressi (45.56) Thomas Ceccon[a] Simone Cerasuolo[a] Alberto Razzetti[a] Paolo Conte Bonin[a] | 3:19.06 · |

### Feminin
| Probă                 | Aur | Aur        | Argint | Argint         | Bronz | Bronz     |
| 50 m liber            | Emma McKeon | 23.04 ·    | Katarzyna Wasick | 23.55          | Anna Hopkin | 23.68     |
| 100 m liber           | Emma McKeon | 50.77 ·    | Siobhán Haughey | 50.87          | Marrit Steenbergen | 51.25     |
| 200 m liber           | Siobhán Haughey | 1:51.65    | Rebecca Smith | 1:52.24        | Marrit Steenbergen | 1:52.28   |
| 400 m liber           | Lani Pallister | 3:55.04    | Erika Fairweather | 3:56.00        | Leah Smith | 3:59.78   |
| 800 m liber           | Lani Pallister | 8:04.07 ·  | Erika Fairweather | 8:10.41        | Miyu Namba | 8:12.98 · |
| 1500 m liber          | Lani Pallister | 15:21.43 · | Miyu Namba | 15:46.76       | Kensey McMahon | 15:49.15  |
|                       | |            | |                | |           |
| 50 m spate            | Maggie Mac Neil | 25.25 ·    | Claire Curzan | 25.54          | Mollie O'Callaghan \| 25.61 · |           |
| 100 m spate           | Kaylee McKeown | 55.49      | Mollie O'Callaghan | 55.62          | Claire Curzan Ingrid Wilm | 55.74     |
| 200 m spate           | Kaylee McKeown | 1:59.26    | Claire Curzan | 2:00.53        | Kylie Masse | 2:01.26 · |
|                       | |            | |                | |           |
| 50 m bras             | Rūta Meilutytė | 28.50      | Lara van Niekerk | 29.09 ·        | Lilly King | 29.11     |
| 100 m bras            | Lilly King | 1:02.67    | Tes Schouten | 1:03.90 ·      | Anna Elendt | 1:04.05 · |
| 200 m bras            | Kate Douglass | 2:15.77 ·  | Lilly King | 2:17.13        | Tes Schouten | 2:18.19 · |
|                       | |            | |                | |           |
| 50 m fluture          | Torri Huske Maggie Mac Neil | 24.64 ·    | Nu s-a acordat | Nu s-a acordat | Zhang Yufei | 24.71 ·   |
| 100 m fluture         | Maggie Mac Neil | 54.05 ·    | Torri Huske | 54.75          | Louise Hansson | 54.87     |
| 200 m fluture         | Dakota Luther | 2:03.37    | Hali Flickinger | 2:03.78        | Elizabeth Dekkers | 2:03.94   |
|                       | |            | |                | |           |
| 100 m individual mixt | Marrit Steenbergen | 57.53 ·    | Beryl Gastaldello | 57.63          | Louise Hansson | 57.68     |
| 200 m individual mixt | Kate Douglass | 2:02.12 ·  | Alexandra Walsh | 2:03.37        | Kaylee McKeown | 2:03.57 · |
| 400 m individual mixt | Hali Flickinger | 4:26.51    | Sara Franceschi | 4:28.58        | Waka Kobori | 4:29.03   |
|                       | |            | |                | |           |
| 4×50 m liber          | Statele Unite ale Americii Torri Huske (24.08) Claire Curzan (23.30) Erika Brown (23.74) Kate Douglass (22.77) Erin Gemmell[b] Natalie Hinds[b] Alex Walsh[b]       | 1:33.89 ·  | Australia Meg Harris (23.98) Madison Wilson (23.51) Mollie O'Callaghan (24.01) Emma McKeon (22.73) Alexandria Perkins[b] Brittany Castelluzzo[b]                           | 1:34.23 ·      | Țările de Jos Kim Busch (24.20) Maaike de Waard (23.47) Kira Toussaint (24.01) Valerie van Roon (23.68) Tessa Vermeulen[b]                                         | 1:35.36   |
| 4×100 m liber         | Australia Mollie O'Callaghan (52.19) Madison Wilson (51.28) Meg Harris (52.00) Emma McKeon (49.96) Leah Neale[b]                                                    | 3:25.43 ·  | Statele Unite ale Americii Torri Huske (51.73) Kate Douglass (51.17) Claire Curzan (51.59) Erika Brown (51.80) Erin Gemmell[b] Natalie Hinds[b]                            | 3:26.29 ·      | Canada Rebecca Smith (52.68) Taylor Ruck (51.49) Maggie Mac Neil (51.11) Katerine Savard (52.78) Mary-Sophie Harvey[b]                                             | 3:28.06 · |
| 4×200 m liber         | Australia Madison Wilson (1:53.13) Mollie O'Callaghan (1:52.83) Leah Neale (1:52.67) Lani Pallister (1:52.24) Meg Harris[b] Brittany Castelluzzo[b] Laura Taylor[b] | 7:30.87 ·  | Canada Rebecca Smith (1:52.15) Katerine Savard (1:54.78) Mary-Sophie Harvey (1:54.81) Taylor Ruck (1:52.73) Sydney Pickrem[b] Kelsey Wog[b]                                | 7:34.47        | Statele Unite ale Americii Alex Walsh (1:53.90) Hali Flickinger (1:53.48) Erin Gemmell (1:52.23) Leah Smith (1:55.09) Erika Brown[b] Jillian Cox[b]                | 7:34.70   |
| 4×50 m mixt           | Australia Mollie O'Callaghan (25.49) Chelsea Hodges (29.11) Emma McKeon (24.43) Madison Wilson (23.32) Kaylee McKeown[b] Jenna Strauch[b]                           | 1:42.35 ·  | Statele Unite ale Americii Claire Curzan (25.75) Lilly King (29.00) Torri Huske (24.94) Kate Douglass (22.72) Alex Walsh[b] Annie Lazor[b] Erika Brown[b] Natalie Hinds[b] | 1:42.41        | Suedia Louise Hansson (25.86) Klara Thormalm (29.34) Sara Junevik (24.06) Michelle Coleman (23.17) Hanna Rosvall[b] Sofia Åstedt[b]                                | 1:42.43   |
| 4×100 m mixt          | Statele Unite ale Americii Claire Curzan (56.47) Lilly King (1:02.88) Torri Huske (54.53) Kate Douglass (50.47) Alex Walsh[b] Erika Brown[b]                        | 3:44.35 ·  | Australia Kaylee McKeown (55.74) Jenna Strauch (1:04.49) Emma McKeon (53.93) Meg Harris (50.76) Mollie O'Callaghan[b] Chelsea Hodges[b] Alexandria Perkins[b]              | 3:44.92 ·      | Canada Ingrid Wilm (55.36) Sydney Pickrem (1:04.42) Maggie Mac Neil (54.59) Taylor Ruck (51.85) Kylie Masse[b] Rachel Nicol[b] Katerine Savard[b] Rebecca Smith[b] | 3:46.22 · |

### Mixt
| Probă        | Aur | Aur       | Argint | Argint    | Bronz | Bronz   |
| 4×50 m liber | Franța Maxime Grousset (20.92) Florent Manaudou (20.26) Béryl Gastaldello (23.00) Mélanie Henique (23.15) Mary-Ambre Moluh[c]                             | 1:27.33 · | Australia Kyle Chalmers (20.97) Matthew Temple (20.71) Meg Harris (23.73) Emma McKeon (22.62) Flynn Southam[c] Madison Wilson[c] | 1:28.03 · | Țările de Jos Kenzo Simons (21.14) Thom de Boer (20.61) Maaike de Waard (23.35) Marrit Steenbergen (23.43) Stan Pijnenburg[c] Nyls Korstanje[c] | 1:28.53 |
| 4×50 m mixt  | Statele Unite ale Americii Ryan Murphy (22.37) Nic Fink (24.96) Kate Douglass (24.09) Torri Huske (23.73) Shaine Casas[b] Michael Andrew[b] Alex Walsh[b] | 1:35.15 · | Italia Lorenzo Mora (22.59) Nicolo Martinenghi (22.83) Silvia di Pietro (24.52) Costanza Cocconcelli (24.07) Simone Cerasuolo[a] | 1:36.01 · | Canada Kylie Masse (25.71) Javier Acevedo (25.95) Ilya Kharun (22.12) Maggie Mac Neil (23.15) Ingrid Wilm[b] Rebecca Smith[b]                   | 1:36.93 |

## Recorduri stabilite

### Recorduri mondiale
| Dată         | Start timp | Probă                            | Etapă      | Timp    | Nume            | Țară          |  |
| ------------ | ---------- | -------------------------------- | ---------- | ------- | --------------- | ------------- |  |
| 13 decembrie | 21:22      | 4×100 m ștafetă liber (feminin)  | Finală     | 3:25.43 |                 | Australia     |  |
| 13 decembrie | 21:32      | 4×100 m ștafetă liber (masculin) | Finală     | 3.02.75 |                 | Italia        |  |
|              |            |                                  |            |         |                 |               |  |
| 14 decembrie | 19:35      | 4×50 m ștafetă mixt (mixt)       | Finală     | 1.35.15 |                 | Statele Unite |  |
| 14 decembrie | 21:32      | 4×200 m ștafetă liber (feminin)  | Finală     | 7:30.87 |                 | Australia     |  |
|              |            |                                  |            |         |                 |               |  |
| 16 decembrie | 19:35      | 4×50 m ștafetă liber (mixt)      | Finală     | 1:27.33 |                 | Franța        |  |
| 16 decembrie | 20:06      | 50 m spate (feminin)             | Finală     | 25.25   | Maggie Mac Neil | Canada        |  |
| 16 decembrie | 21:45      | 4×200 m ștafetă liber (masculin) | Finală     | 6:44.12 |                 | Statele Unite |  |
|              |            |                                  |            |         |                 |               |  |
| 17 decembrie | 19:35      | 4×50 m ștafetă mixt (feminin)    | Finală     | 1:42.35 |                 | Australia     |  |
| 17 decembrie | 19:43      | 4×50 m ștafetă mixt (masculin)   | Finală     | 1:29.72 |                 | Italia        |  |
| 17 decembrie | 21:07      | 50 m bras (feminin)              | Semifinale | 28.37   | Rūta Meilutytė  | Lituania      |  |
|              |            |                                  |            |         |                 |               |  |

### Recorduri ale campionatului
| Dată         | Start timp | Probă                          | Etapă  | Timp     | Nume                 | Țară          |  |
| ------------ | ---------- | ------------------------------ | ------ | -------- | -------------------- | ------------- |  |
| 14 decembrie | 20.32      | 100 m spate (masculin)         | Finală | 48.50    | Ryan Murphy          | Statele Unite |  |
| 14 decembrie | 21:20      | 50 m fluture (masculin)        | Finală | 21.78    | Nicholas Santos      | Brazilia      |  |
|              |            |                                |        |          |                      |               |  |
| 15 decembrie | 19:35      | 100 m liber (feminin)          | Finală | 50.77    | Emma McKeon          | Australia     |  |
| 15 decembrie | 19:42      | 100 m liber (masculin)         | Finală | 45.16    | Kyle Chalmers        | Australia     |  |
| 15 decembrie | 21:46      | 4×50 m ștafetă liber (feminin) | Finală | 1:33.89  |                      | Statele Unite |  |
|              |            |                                |        |          |                      |               |  |
| 16 decembrie | 19:42      | 200 m bras (feminin)           | Finală | 2:15.77  | Kate Douglass        | Statele Unite |  |
| 16 decembrie | 21:16      | 1500 m liber (feminin)         | Finală | 15:21.43 | Lani Pallister       | Australia     |  |
|              |            |                                |        |          |                      |               |  |
| 17 decembrie | 19:50      | 800 m liber (masculin)         | Finală | 7:29.99  | Gregorio Paltrinieri | Italia        |  |
| 17 decembrie | 21:33      | 50 m liber (feminin)           | Finală | 23.04    | Emma McKeon          | Australia     |  |
|              |            |                                |        |          |                      |               |  |

### Recorduri mondiale de juniori
| Dată         | Start timp | Probă                   | Etapă      | Timp  | Nume           | Țară      |
| ------------ | ---------- | ----------------------- | ---------- | ----- | -------------- | --------- |
| 13 decembrie | 12:12      | 50 m fluture (masculin) | Serii      | 22.32 | Ilya Kharun    | Canada    |
| 13 decembrie | 19:55      | 50 m fluture (masculin) | Semifinale | 22.28 | Ilya Kharun    | Canada    |
|              |            |                         |            |       |                |           |
| 14 decembrie | 20:08      | 100 m liber (masculin)  | Semifinale | 45.91 | David Popovici | România   |
|              |            |                         |            |       |                |           |
| 15 decembrie | 19:42      | 100 m liber (masculin)  | Finală     | 45.64 | David Popovici | România   |
| 15 decembrie | 19:59      | 50 m spate (masculin)   | Semifinale | 22.52 | Isaac Cooper   | Australia |